# داني كازاس
داني كازاس (بالإسبانية: Danny Casas)‏ هو مصارع محترف مكسيكي، ولد في 13 يوليو 1986 في مدينة مكسيكو في المكسيك.

## روابط خارجية
- داني كازاس على موقع CageMatch worker (الإنجليزية)
- داني كازاس على موقع قاعدة بيانات المصارعة على الإنترنت (الإنجليزية)